# IC 3971
IC 3971 је спирална галаксија у сазвјежђу Береникина коса која се налази на листи објеката дубоког неба у Индекс каталогу.
Деклинација објекта је + 22° 50' 43" а ректасцензија 12h 59m 31,7s. Привидна величина (магнитуда) објекта IC 3971 износи 16,2 а фотографска магнитуда 17,0. IC 3971 је још познат и под ознакама NPM1G +23.0307, KUG 1257+231, PGC 44617.